# پیش‌کرمک
پیش‌کرمک (نام علمی: Promissum) نام یک سرده از رده قیف‌دندانان است.